# Koszmosz–1074
A Koszmosz–1074 (oroszul: Космос–1074), a szovjet Szojuz 7K–SZT típusú űrhajó személyzet nélküli tesztrepülése volt 1979-ben. A repülést műszaki hiba miatt idő előtt meg kellett szakítani.

## Rendeltetése
A Szojuz T fejlesztési programja részeként kísérleti céllal indított Szojuz 7K–SZT típusú űrhajó. Ez volt a háromszemélyes Szojuz T emberes repülését megelőző második, és egyben utolsó személyzet nélküli próbarepülése. Az első próbarepülést Koszmosz–1001 jelzéssel 1978-ban hajtották végre.

## Repülési jellemzői
1979. január 31-én a Bajkonuri űrrepülőtérről egy Szojuz–U (11А511U) hordozórakétával juttatták alacsony Föld körüli pályára. Az űrhajó keringési ideje 89 perces, a pályasík inklinációja 51,8° volt. Az enyhén elliptikus pálya magassága a perigeumban 207 km, az apogeumban 248 km. Teljes tömege 6850 kg. Akkumulátorai 14 napos szolgálati időre biztosították az energiát. Több pályakorrekciót végzett manőverező képességének ellenőrzéséhez. Az űrhajó repülését 90 naposra tervezték, de műszaki probléma (a rádiós parancsközlő rendszer egyik fedélzeti dekódoló berendezésének hibája) miatt a repülést a 61. napon meg kellett szakítani. Összesen 60 napot, 1 órát és 11 percet töltött a világűrben.
1979. április 1-jén az űrhajó visszatérő egysége belépett a légkörbe és ejtőernyővel Földet ért.